# Canoë-kayak aux Jeux olympiques d'été de 2024 - K1 femmes (slalom)

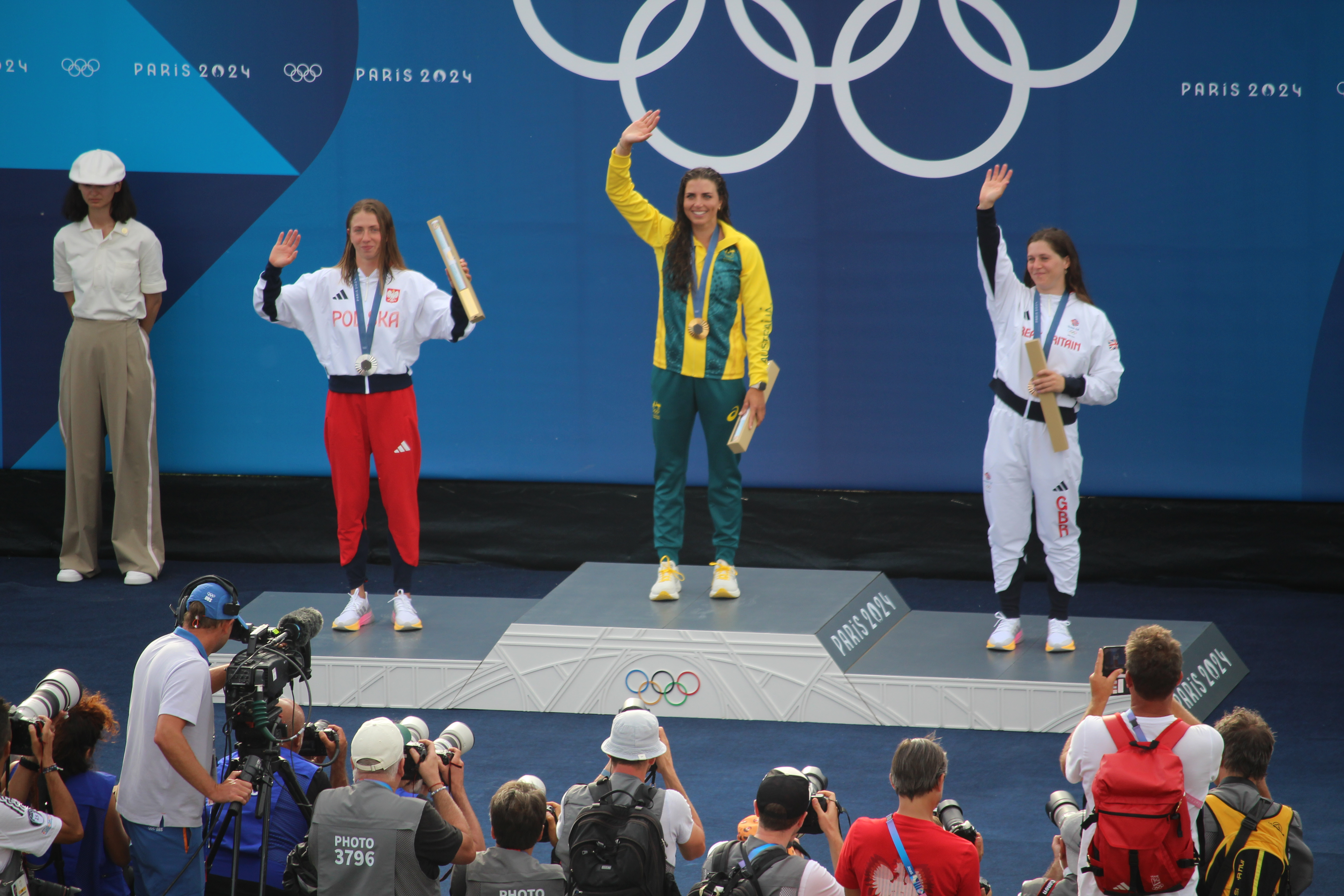
Cérémonie de remise des médailles

Cet article traite de l'épreuve féminine. Pour la compétition masculine, voir Canoë-kayak aux Jeux olympiques d'été de 2024 - K1 hommes (slalom).
Navigation
Tokyo 2020 Los Angeles 2028
L'épreuve féminine du K1 des Jeux olympiques d'été de 2024 se déroule les 27 et 28 juillet 2024 au stade nautique de Vaires-sur-Marne, à environ 30 km à l'Est de Paris.

## Médaillées
| Or                | Argent            | Bronze              |
| Jessica Fox (AUS) | Elena Lilik (GER) | Evy Leibfarth (USA) |

## Programme
| Date                | Horaire  | Manche        |
| ------------------- | -------- | ------------- |
| Samedi 27 juillet   | 15 h 00  | Éliminatoires |
| Dimanche 28 juillet | 15 h 30  | Demi-finale   |
| Dimanche 28 juillet | à suivre | Finale        |

## Format de la compétition
Lors des éliminatoires, les kayakistes disputent deux manches et le meilleur résultat est retenu pour déterminer le classement où les 24 premières se qualifient pour la demi-finale. Là, une seule manche est disputée et les 10 premières passent en finale. Lors de la finale, disputée sur une seule manche, le meilleur temps remporte la médaille d'or.

## Résultats détaillés
Légende
- QD : qualifiée pour la demi-finale
- QF : qualifiée pour la finale

| Rang | Dossard | Athlète           | Pays             | Manche 1 | Manche 1 | Manche 2 | Manche 2 | Meilleur temps | Notes |
| Rang | Dossard | Athlète           | Pays             | Temps    | Pénalité | Temps    | Pénalité | Meilleur temps | Notes |
| ---- | ------- | ----------------- | ---------------- | -------- | -------- | -------- | -------- | -------------- | ----- |
| 1    | 1       | Jessica Fox       | Australie        | 95 s 20  | 0        | 92 s 18  | 0        | 92 s 18        | QD    |
| 2    | 4       | Klaudia Zwolińska | Pologne          | 96 s 33  | 4        | 93 s 03  | 0        | 93 s 03        | QD    |
| 3    | 3       | Camille Prigent   | France           | 94 s 67  | 2        | 93 s 25  | 0        | 93 s 25        | QD    |
| 4    | 15      | Evy Leibfarth     | États-Unis       | 97 s 24  | 0        | 93 s 84  | 0        | 93 s 84        | QD    |
| 5    | 17      | Antonie Galušková | Tchéquie         | 97 s 31  | 0        | 94 s 49  | 0        | 94 s 49        | QD    |
| 6    | 2       | Ricarda Funk      | Allemagne        | 97 s 15  | 2        | 94 s 95  | 2        | 94 s 95        | QD    |
| 7    | 5       | Stefanie Horn     | Italie           | 99 s 64  | 2        | 95 s 43  | 2        | 95 s 43        | QD    |
| 8    | 8       | Corinna Kuhnle    | Autriche         | 98 s 24  | 0        | 95 s 67  | 0        | 95 s 67        | QD    |
| 9    | 10      | Eliška Mintálová  | Slovaquie        | 95 s 67  | 2        | 99 s 76  | 4        | 95 s 67        | QD    |
| 10   | 12      | Mònica Dòria      | Andorre          | 95 s 93  | 0        | 98 s 51  | 4        | 95 s 93        | QD    |
| 11   | 6       | Eva Terčelj       | Slovénie         | 99 s 08  | 4        | 95 s 93  | 2        | 95 s 93        | QD    |
| 12   | 9       | Kimberley Woods   | Grande-Bretagne  | 97 s 31  | 0        | 95 s 95  | 4        | 95 s 95        | QD    |
| 13   | 7       | Maialen Chourraut | Espagne          | 101 s 06 | 0        | 96 s 33  | 2        | 96 s 33        | QD    |
| 14   | 13      | Ana Sátila        | Brésil           | 98 s 83  | 0        | 96 s 88  | 0        | 96 s 88        | QD    |
| 15   | 14      | Luuka Jones       | Nouvelle-Zélande | 102 s 90 | 6        | 97 s 13  | 4        | 97 s 13        | QD    |
| 16   | 11      | Martina Wegman    | Pays-Bas         | 98 s 00  | 2        | 100 s 61 | 4        | 98 s 00        | QD    |
| 17   | 18      | Alena Marx        | Suisse           | 102 s 13 | 2        | 98 s 22  | 0        | 98 s 22        | QD    |
| 18   | 16      | Viktoriia Us      | Ukraine          | 100 s 42 | 0        | 98 s 65  | 0        | 98 s 65        | QD    |
| 19   | 19      | Carole Bouzidi    | Algérie          | 99 s 41  | 0        | 99 s 50  | 0        | 99 s 41        | QD    |
| 20   | 25      | Li Shiting        | Chine            | 110 s 39 | 2        | 101 s 63 | 2        | 101 s 63       | QD    |
| 21   | 20      | Aki Yazawa        | Japon            | 106 s 01 | 4        | 107 s 16 | 4        | 106 s 01       | QD    |
| 22   | 22      | Lois Betteridge   | Canada           | 106 s 45 | 2        | 106 s 21 | 2        | 106 s 21       | QD    |
| 23   | 23      | Chang Chu-han     | Taipei chinois   | 109 s 92 | 2        | 117 s 93 | 2        | 109 s 92       |       |
| 24   | 21      | Madison Corcoran  | Irlande          | 159 s 62 | 54       | 115 s 93 | 4        | 115 s 93       |       |
| 25   | 24      | Sofía Reinoso     | Mexique          | 122 s 40 | 4        | 120 s 93 | 8        | 120 s 93       |       |

| Rang | Athlète           | Pays             | Temps    | Pénalité | Notes |
| ---- | ----------------- | ---------------- | -------- | -------- | ----- |
| 1    | Ricarda Funk      | Allemagne        | 99 s 31  | 2        | QF    |
| 2    | Klaudia Zwolińska | Pologne          | 99 s 84  | 0        | QF    |
| 3    | Kimberley Woods   | Grande-Bretagne  | 99 s 87  | 0        | QF    |
| 4    | Stefanie Horn     | Italie           | 101 s 04 | 0        | QF    |
| 5    | Ana Sátila        | Brésil           | 102 s 23 | 0        | QF    |
| 6    | Eliška Mintálová  | Slovaquie        | 103 s 07 | 0        | QF    |
| 7    | Camille Prigent   | France           | 104 s 36 | 0        | QF    |
| 8    | Jessica Fox       | Australie        | 104 s 38 | 2        | QF    |
| 9    | Luuka Jones       | Nouvelle-Zélande | 104 s 91 | 0        | QF    |
| 10   | Eva Terčelj       | Slovénie         | 105 s 11 | 2        | QF    |
| 11   | Maialen Chourraut | Espagne          | 106 s 21 | 0        | QF    |
| 12   | Corinna Kuhnle    | Autriche         | 106 s 25 | 2        | QF    |
| 13   | Martina Wegman    | Pays-Bas         | 106 s 38 | 4        |       |
| 14   | Carole Bouzidi    | Algérie          | 108 s 75 | 2        |       |
| 15   | Evy Leibfarth     | États-Unis       | 109 s 54 | 2        |       |
| 16   | Li Shiting        | Chine            | 111 s 04 | 2        |       |
| 17   | Aki Yazawa        | Japon            | 114 s 50 | 4        |       |
| 18   | Viktoriia Us      | Ukraine          | 120 s 76 | 6        |       |
| 19   | Alena Marx        | Suisse           | 123 s 62 | 4        |       |
| 20   | Lois Betteridge   | Canada           | 127 s 67 | 8        |       |
| 21   | Antonie Galušková | Tchéquie         | 155 s 66 | 50       |       |
| 22   | Mònica Dòria      | Andorre          | 156 s 28 | 54       |       |

| Rang                                | Athlète           | Pays             | Temps    | Pénalité | Notes |
| ----------------------------------- | ----------------- | ---------------- | -------- | -------- | ----- |
| Médaille d'or, Jeux olympiques      | Jessica Fox       | Australie        | 96 s 08  | 0        |       |
| Médaille d'argent, Jeux olympiques  | Klaudia Zwolińska | Pologne          | 97 s 53  | 0        |       |
| Médaille de bronze, Jeux olympiques | Kimberley Woods   | Grande-Bretagne  | 98 s 94  | 0        |       |
| 4                                   | Ana Sátila        | Brésil           | 100 s 69 | 0        |       |
| 5                                   | Stefanie Horn     | Italie           | 101 s 43 | 0        |       |
| 6                                   | Camille Prigent   | France           | 101 s 67 | 2        |       |
| 7                                   | Eva Terčelj       | Slovénie         | 101 s 73 | 0        |       |
| 8                                   | Luuka Jones       | Nouvelle-Zélande | 102 s 33 | 2        |       |
| 9                                   | Eliška Mintálová  | Slovaquie        | 102 s 98 | 2        |       |
| 10                                  | Corinna Kuhnle    | Autriche         | 103 s 09 | 4        |       |
| 11                                  | Ricarda Funk      | Allemagne        | 149 s 08 | 50       |       |
| 12                                  | Maialen Chourraut | Espagne          | 157 s 67 | 52       |       |